# Castell (famiglia)
I Castell sono una famiglia nobile della Franconia che dominò sulla contea di Castell tra il 1202 ed il 1806 nel circolo di Franconia. Come conti e poi principi titolari bavaresi, essi appartenevano quindi all'alta nobiltà tedesca (Hochadel) come diretti vassalli del Sacro Romano Impero. Le due linee principali possiedono ancora le tenute di famiglia delle ex sotto-contee di Castell e Rüdenhausen nella Bassa Franconia.

## Storia
La famiglia appare nel 1057 con Robbrath de Castello. La contea di Castell fu creata nel 1200, nell'odierna regione della Franconia, nel nord della Baviera, in Germania. Il governo di Castell fu condiviso tra i fratelli Luigi e Ruperto II nel 1223, e successivamente tra i fratelli Alberto II, Federico II ed Enrico I nel 1235. La contea fu divisa in linee maggiore e minore nel 1254, che furono riunite nel 1347 con il estinzione del ramo maggiore. Castell fu ripartizionato nel 1597 in Castell-Remlingen e Castell-Rüdenhausen. Quando il conte Volfango Teodorico di Castell-Castell (essa stesso una divisione di Castell-Remlingen) morì nel 1709, la contea di Castell fu ricreata come una partizione. Castell fu annessa a Castell-Castell nel 1772.